# Gelis maculatus
Gelis maculatus är en stekelart som först beskrevs av Hugh Edwin Strickland 1912.  Gelis maculatus ingår i släktet Gelis och familjen brokparasitsteklar. Inga underarter finns listade i Catalogue of Life.